# Сульфований нітролігнін
Сульфо́ваний ні́тролігні́н (рос. сульфированный нитролигнин; англ. sulphonated nitrolignine; нім. Sulfonitrolignin m) — хімічна речовина, яка готується сульфуванням нітролігніну солями сірчаної кислоти. Добре розчиняється у воді.
Застосовується у вигляді 10% розчину з рН=7. Ефективний понижувач в'язкості та граничної напруги зсуву тампонажних розчинів. За температур до 120 °C — уповільнювач тужавіння та твердіння розчинів.
Випускається в рідинному та пастоподібному вигляді, постачається в металевих бочках та барабанах. Під час зберігання належить захищати від замерзання.